# Meridiano 154 oeste
El meridiano 154 oeste de Greenwich es una línea de longitud que se extiende desde el Polo Norte atravesando el océano Ártico, América del Norte, el océano Pacífico, el océano Antártico y la Antártida hasta el Polo Sur.
El meridiano 154 oeste forma un gran círculo con el meridiano 26 este.
Comenzando en el Polo Norte y dirigiéndose hacia el Polo Sur, el meridiano 154 oeste pasa a través de:
| Coordenadas                        | País, territorio o mar | Notas                                                       |
| ---------------------------------- | ---------------------- | ----------------------------------------------------------- |
| 90°0′N 154°0′O / 90.000, -154.000  | Océano Ártico          |                                                             |
| 71°45′N 154°0′O / 71.750, -154.000 | Beaufort Sea           |                                                             |
| 70°50′N 154°0′O / 70.833, -154.000 | Estados Unidos         | Alaska                                                      |
| 59°21′N 154°0′O / 59.350, -154.000 | Kamishak Bay           |                                                             |
| 59°4′N 154°0′O / 59.067, -154.000  | Estados Unidos         | Alaska                                                      |
| 58°29′N 154°0′O / 58.483, -154.000 | Estrecho de Shelikof   |                                                             |
| 57°39′N 154°0′O / 57.650, -154.000 | Estados Unidos         | Alaska - Isla Kodiak                                        |
| 56°44′N 154°0′O / 56.733, -154.000 | Océano Pacífico        |                                                             |
| 56°33′N 154°0′O / 56.550, -154.000 | Estados Unidos         | Alaska - Sitkinak Island                                    |
| 56°30′N 154°0′O / 56.500, -154.000 | Océano Pacífico        | Pasa justo al oeste del atolón Maupihaa, Polinesia Francesa |
| 60°0′S 154°0′O / -60.000, -154.000 | Océano Antártico       |                                                             |
| 77°7′S 154°0′O / -77.117, -154.000 | Antártida              | Dependencia Ross, reclamada por Nueva Zelanda               |